# Bolton Lake, Manitoba
Bolton Lake är en sjö i Kanada.   Den ligger i provinsen Manitoba, i den sydöstra delen av landet, 1 700 km nordväst om huvudstaden Ottawa. Bolton Lake ligger 210 meter över havet. Arean är 78 kvadratkilometer. Den sträcker sig 15,4 kilometer i nord-sydlig riktning, och 17,1 kilometer i öst-västlig riktning.
Trakten runt Bolton Lake är nära nog obefolkad, med mindre än två invånare per kvadratkilometer.